# Deklinacija
Deklinácija (oznaka δ) je v astronomiji lok časovne krožnice merjen od nebesnega ekvatorja pa do lege nebesnega telesa na časovni krožnici. Je ena od koordinat v nebesnem ekvatorskem koordinatnem sistemu (druga je rektascenzija).
Deklinacijo lahko primerjamo z zemljepisno širino, ki je projecirana na nebesno sfero. Merjena je od ekvatorja pa do 90° severno(severni nebesni pol) ter 90° južno (južni nebesni pol). Deklinacija nebesnega telesa nad nebesnim ekvatorjem ima predznak +, deklinacija telesa pod nebesnim ekvatorjem pa -.
- Nebesno telo, ki gre skozi nadglavišče (kulminira v nadglavišču) opazovalca, ima deklinacijo enako (z istim predznakom) zemljepisni širini na kateri se nahaja opazovalec. Telo, ki gre skozi podnožišče (nasproti nadglavišču) opazovalca, pa ima deklinacijo enako opazovalčevi zemljepisni širini, vendar z nasprotnim predznakom.
- Telesa, ki imajo deklinacijo večjo od 90-φ (φ - zemljepisna širina opazovalca) z istim predznakom kot je zemljepisna širina opazovalca so cirkumpolarna telesa (so stalno nad opazovalčevim obzorjem), telesa z δ > 90-φ z različnim predznakom pa so anticirkumpolarna telesa, torej so stalno pod opazovalčevim obzorjem.
- Telesa, ki imajo deklinacijo enako 90-φ so zadnja cirkumpolarna (deklinacija z istim predznakom kot opazovalčev φ) oziroma zadnja anticirkumpolarna telesa (predznak različen od opazovalčevega φ), obzorja se le dotikajo, bodisi s spodnje (δ raznoimena), bodisi z zgornje (δ istoimena) strani.